# بچه رزماری (مجموعه تلویزیونی)
بچه رزماری (انگلیسی: Rosemary's Baby) یک مینی‌سریال ترسناک دو قسمتی است که در سال ۲۰۱۴ منتشر شد. این مینی‌سریال بر پایهٔ داستان ترسناک
بچه رزماری اثر آیرا لوین ساخته شده و کارگردانی آن به عهدهٔ آگنیشکا هولاند بوده‌است.

## گزیدهٔ بازیگران
- زوئی سالدانا
- پاتریک جی. آدامز
- جیسون آیزکس
- کارول بوکه
- اولیویه رابوردین
- کریستینا کول
- فرانسوا سیویل
- فردریک پیرو
- وویچیخ پشونیاک